# Zhōngguó Rénmín Jiěfàngjūn Hǎijūn
La Zhōngguó Rénmín Jiěfàngjūn Hǎijūn  (中國人民解放軍海軍T, 中国人民解放军海军S), letteralmente Marina dell'Esercito Popolare di Liberazione Cinese, è la marina militare della Repubblica Popolare Cinese.
È inquadrata come parte dell'Esercito Popolare di Liberazione, l'insieme di tutte le forze armate cinesi. Composta da cinque corpi ovvero Flotta sottomarina, flotta di superficie, forze di difesa costiera, corpo dei marine, e aviazione navale.
Dagli anni 2010 è oggetto di un profondo rinnovamento nei mezzi e nelle tecnologie che, complice la solida industria pesante, ha visto crescere in modo esponenziale il numero di unità navali di prima linea che la compongono, comprese portaerei, incrociatori e cacciatorpediniere.
Con circa 240.000 effettivi, è al 2019, la seconda marina al mondo per tonnellaggio complessivo alle spalle della U.S. Navy e prima al mondo per numero di imbarcazioni iscritte al registro navale.

## Storia
La forza navale cinese è nata inizialmente come forza di difesa costiera ma si è evoluta negli anni, grazie anche a cospicui investimenti in acquisti all'estero ed alla crescita dell'industria bellica cinese, in una forza navale capace di operazioni al di fuori delle acque territoriali.
Negli anni intorno al 1970 e 1980, alcune operazioni sono state dirette contro la Marina militare vietnamita, come dapprima durante la guerra del Vietnam erano state dirette contro la marina del Vietnam del Sud, per contendere le isole Spratly e le Isole Paracelso, come ad esempio l'azione del 14 marzo 1988. Successivamente vi sono state varie azioni sempre nelle Spratly anche contro forze filippine; le principali operazioni in potenza sono state a lungo dirette contro la Repubblica di Cina e la sua Marina della Repubblica cinese, considerate da Pechino una "provincia ribelle", con lanci di missili nelle acque dello stretto di Formosa e frequenti manovre navali con ampi dispiegamenti di mezzi navali ed aerei.
Ha effettuato una missione contro la pirateria al largo delle coste somale che ha visto coinvolti due cacciatorpediniere ed una nave appoggio.
Altri confronti si sono avuti negli anni duemila per il controllo della zona economica esclusiva nel mar cinese meridionale e per ostacolare il pattugliamento elettronico statunitense, che ha coinvolto la nave AGI USNS Impeccable il 5 marzo 2009, durante una missione di monitoraggio di attività subacquee; la Impeccable venne poi avvicinata da una fregata della Marina dell'esercito popolare di liberazione, che traversò la sua prua ad approssimativamente 50 m senza alcun contatto preliminare. Questo venne seguito meno di due ore dopo da un aereo cinese di tipo Y-12 che condusse 11 passaggi a bassa quota ad approssimativamente 200 m. Successivamente la fregata cinese traversò ancora la prua della Impeccable, questa volta ad una distanza di 400–500 m.
Il 7 marzo, una nave cinese da ricerca elettronica contattò la Impeccable via radio, definendo le sue operazioni illegali e ordinando alla Impeccable di lasciare l'area o di "sopportarne le conseguenze".
L'ultimo impegno a tutto il giugno 2014 rimane la crisi sino-giapponese per le isole Senkaku particolarmente acuta nel 2012-13 (per quanto siano state prevalentemente usate navi di altri servizi statali come Guardia costiera e Vigilanza pesca), che ha marginalmente coinvolto nel 2013 anche gli Stati Uniti quando due loro aerei B-52 hanno deliberatamente sorvolato le isole per riaffermare il diritto al libero passaggio. Durante gli eventi, la portaerei Liaoning in addestramento era relativamente vicina alla zona, anche se il suo gruppo aereo a tutto il 2013 non era operativo.

## Organizzazione
La marina cinese ha assunto una forte consistenza qualitativa con l'acquisizione di cacciatorpediniere della classe Sovremenny e della portaerei Liaoning nel 2012, oltre che di vari moderni cacciatorpediniere e fregate; anche la consistenza numerica è assicurata da alcune decine di fregate e cacciatorpediniere operativi e ben armati, per quanto possano esserci dubbi sul piano qualitativo.

## Flotta

### Aviazione navale
Costituita negli anni '60, oggi è composta da circa 26.000 uomini e più di 690 velivoli, di cui 290 sono aerei da caccia e cacciabombardieri, compresi 120 Xian JH-7. L’entrata in servizio delle Liaoning, che imbarca cacciabombardieri J-15, ha aumentato il raggio d’azione, ora anche oceanico.